# Ansonia leptopus
Espèce
Synonymes
- Bufo leptopus Günther, 1872
- Ansonia longidigita gryllivoca Inger, 1960

Statut de conservation UICN

 LC  : Préoccupation mineure
Ansonia leptopus est une espèce d'amphibiens de la famille des Bufonidae.

## Répartition
Cette espèce se rencontre dans l'île de Bornéo, en Malaisie péninsulaire et dans l'île de Sumatra.

## Publication originale
- Günther, 1872 : On the reptiles and amphibians of Borneo. Proceedings of the Zoological Society of London, vol. 1872, p. 586-600 (texte intégral).